# Османское иллюминирование

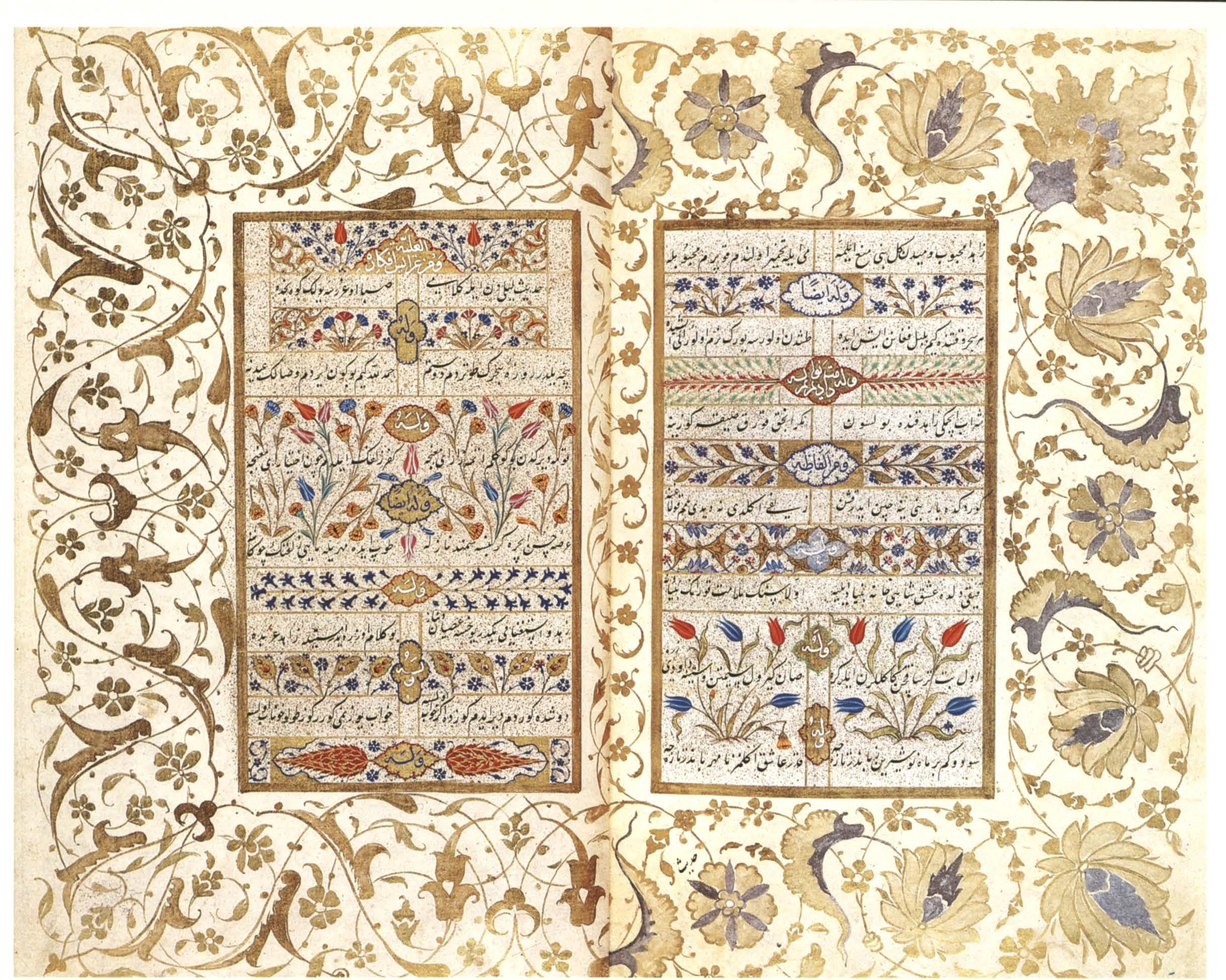
Двойная страница из «Диван-и Мухибби», сборника стихов султана Сулеймана, написанных под псевдонимом Мухибби, иллюстрированного Кара Меми. Стамбул, 1566 год. Библиотека Стамбульского университета.

Османское иллюминирование — это нефигуративное рисованное или нарисованное декоративное искусство, встречающееся в рукописях или на листах в альбоме муракка. Классический исламский стиль иллюминирования рукописей сочетает в себе методы турецкой, персидской и арабской традиций. Иллюминирование занимало центральное место в традиционном искусстве турок-османов, которые разработали свой стиль иллюминирования, которые отличающийся от более ранних традиций.
Иллюстрирование рукописей, таких как, рисование османской миниатюры «тасфир», было отдельным процессом, отличающимся от иллюстрирования рукописей, и каждый процесс выполнялся художником, специально обученным этому ремеслу.
Дизайн иллюминации варьируется в зависимости от связанного с ней текста. Поэтические тексты часто украшались по краям текстового блока или прерывали колонки текста. Экземпляры Корана Османского периода XIV—XVI веков, первые страницы украшались полностью, а последующие украшались только по краям страниц.
Техника иллюминирования использовалась для украшения рукописей Корана, а также других материалов, таких как декоративная бумага, обложки книг, текстиль, керамика, стеклянные и деревянные панели, металлические изделия и архитектурные поверхности. Рукописи Корана и литературных или исторических произведений иллюминировались в дворцовых мастерских или в мастерских частных художников. Иллюминированные рукописи, были доступны султанам из-за высокой стоимости их производства. Производство иллюминированных произведений искусства под королевским или элитным патронажем способствовало единству стиля, часто наблюдаемом в турецком декоративном искусстве.